# Devon Maitozo
Devon Maitozo (* 11. Juli 1975) ist ein US-amerikanischer Voltigierer. 1998 gewann er die Weltmeisterschaft im Herren-Einzel im Rahmen der Weltreiterspiele in Rom.
Maitozo arbeitet auch als Trainer und Choreograph im Voltigiersport. Er hat Theaterwissenschaften an der University of California, Santa Cruz studiert und setzt seine umfassende und fundierte Schauspiel- und Tanzausbildung erfolgreich im Training von US-Spitzenteams und Einzelvoltigieren ein. Von ihm trainiert haben in den USA viele Teams und Einzelvoltigierer Meistertitel gewonnen.

## Team F.A.C.E.
Das von Devon Maitozo 2000 gegründete Team F.A.C.E. (Free Artists Creative Equestrians) qualifizierte sich unter seiner Regie durch alle Sichtungsturniere für die Weltmeisterschaft 2002 in Jerez und belegte dort den 5. Platz. 2005 präsentierte Maitozo anlässlich des Weltcups im Dressur- und Springreiten in Las Vegas die von ihm choreographierte Voltigier-Show „Phantom der Oper“ vor ausverkauftem Haus. Ebenfalls mit dem Team F.A.C.E siegte Maitozo 2010 im Mannschaftswettbewerb auf den Weltreiterspielen in Kentucky (USA).
Mit dem Team F.A.M.E. (Free Artists Mt. Eden), zusammengesetzt aus Voltigierern des Team F.A.C.E. und des Vaulting Club Mt.Eden, gewann er 2006 den Wettbewerb der Seniorgruppen beim CVI 2* in München und errang im gleichen Jahr die Silbermedaille bei der Weltmeisterschaft in Aachen.

## Verbandsarbeit
Maitozo ist Mitglied des Voltigier-Komitees des amerikanischen Dachverbandes United States Equestrian Federation (USEF) und war Mitglied im Vorstand der American Vaulting Association (AVA).

## Erfolge
Siege und Platzierungen in der Einzelwertung:
Weltmeisterschaften
- Gold: 1998
- Bronze: 1996, 2000, 2002

Maitozo ist auch mehrfacher US-Meister.
Im Team gewann Maitozo auf der WM 2006 die Silbermedaille, 2008 die Bronzemedaille und 2010 die Goldmedaille.
Im Pas de deux belegte er gemeinsam mit Rosalind Ross beim CHIO in Aachen 2012 den zweiten Platz, wobei die künstlerische Gestaltung ihrer Choreografie herausragend bewertet wurde.

## Auszeichnungen
- 2005: „USEF Becky Grand Hart Trophy“